# Xenochlorota chalconota
Xenochlorota chalconota är en skalbaggsart som beskrevs av Hermann Burmeister 1844. Xenochlorota chalconota ingår i släktet Xenochlorota och familjen Rutelidae. Inga underarter finns listade i Catalogue of Life.